# Yang Qian
Yang Qian (chiń. 杨倩; ur. 10 lipca 2000 w Ningbo) – chińska strzelczyni sportowa specjalizująca się w karabinie pneumatycznym. Dwukrotna mistrzyni olimpijska z Tokio.

## Życiorys
Chinka zaczęła uprawiać sport w 2011 roku. Jest praworęczna, mierzy z broni prawym okiem.

## Przebieg kariery
W 2019 uczestniczyła w mistrzostwach Azji, zdobywając medale w konkurencji karabin pneumatyczny 10 m – złoty indywidualnie oraz srebrny w mikście. W 2021 wystartowała w letnich igrzyskach olimpijskich w Tokio. Jako reprezentantka Chin startowała w dwóch konkurencjach strzelania z karabinu pneumatycznego z dystansu 10 metrów. Wywalczyła złoty medal olimpijski zarówno indywidualnie (dzięki wynikowi 628,7 + 251,8 pkt), jak i w mikście (dzięki wynikowi 633,2 + 419,7 + 17,0 pkt).